# 蒂尼亞雷島
蒂尼亞雷島是巴西的島嶼，位於大西洋海域，由巴伊亞州負責管轄，長23.1公里、寬14.5公里，島上有民宿、酒店、沙灘和餐廳，是該國東北部最多遊客到訪的地點。
13°30′S 38°58′W / 13.500°S 38.967°W